# 道の駅長門峡
道の駅長門峡（みちのえき ちょうもんきょう）は、山口県山口市阿東生雲東分にある国道9号の道の駅である。

## 施設
- 駐車場：82台
  - 普通車：72台
  - 大型車：10台
  - 身障者用：3台
- トイレ
  - 男：大 8器・小 15器
  - 女：21器
  - 身障者用：3器
- 公衆電話：3台
- レストラン「聴秋」（11:00 - 21:00（3 - 9月）、11:00 - 20:00（10月 - 2月）)
- 売店
- 休憩所
- 公園
- 体験コーナー（特産品加工工場）
- 情報コーナー
  - 情報端末
- ベビーベッド
- 郵便ポスト（地福郵便局）

## 休館日
- 第2火曜日

## アクセス
- 国道9号 - 登録路線
- JR山口線長門峡駅

## 周辺

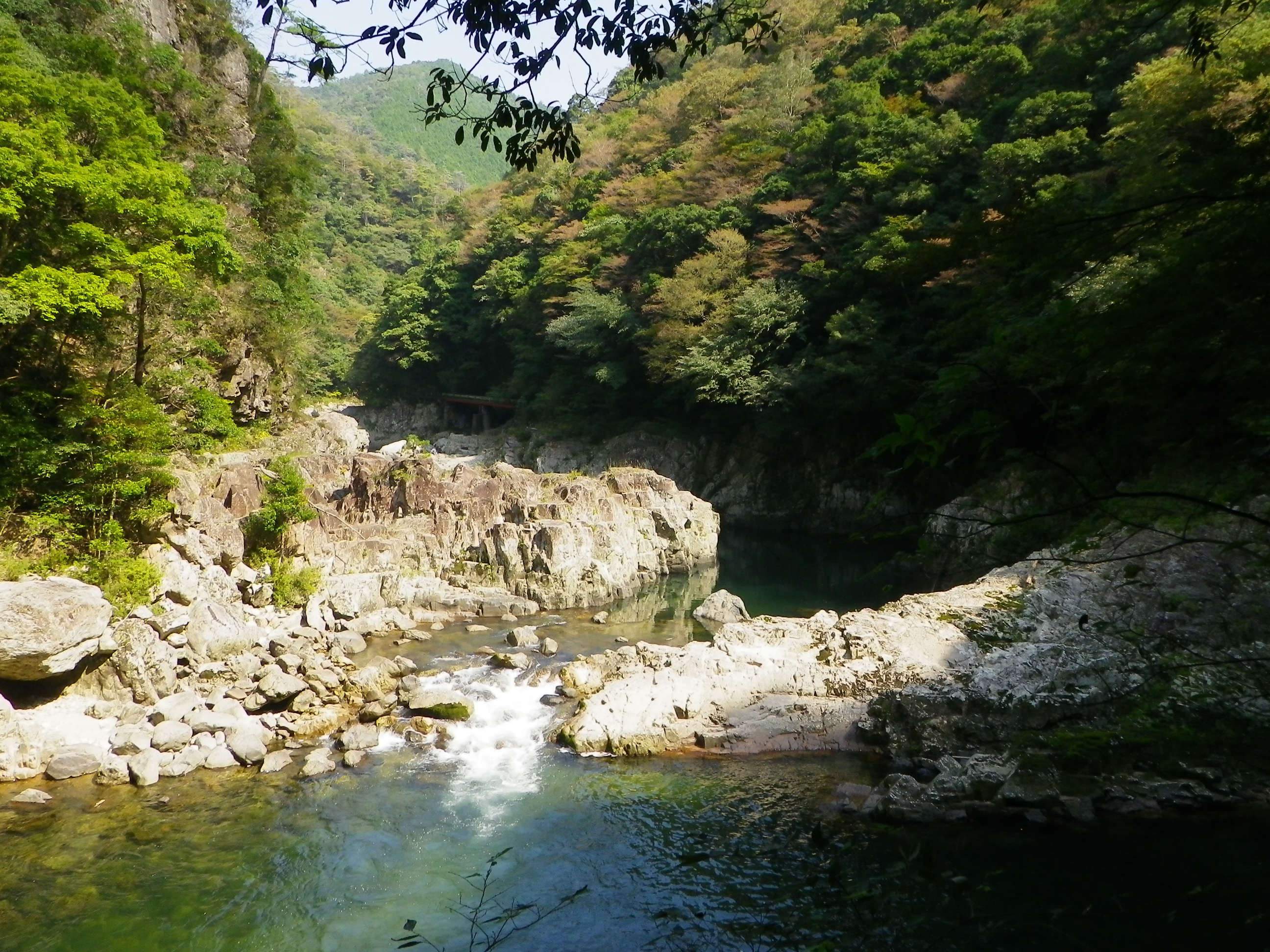
長門峡

- 長門峡